# Poplava (film 2024.)
Poplava (eng. Flow, lat. Straume) latvijski je animirani avanturistički film iz 2024. godine redatelja Gintsa Zilbalodisa. 
Film bez dijaloga prati mačku i druge životinje koje preživljavaju u svijetu s rastućim razinama vode, u potpunosti nastao pomoću Blendera, softvera otvorenog koda.
Film je režirao Gints Zilbalodis, a producirao Zilbalodis zajedno s Matīssom Kažom. Riječ je o zajedničkoj koprodukciji Latvije, Francuske i Belgije. Proces proizvodnje započeo je 2019. i trajao je pet i pol godina. Zilbalodis je crpio inspiraciju za film od Jacquesa Tatija i anime serije „Future Boy Conan”.
Premijerno je prikazan na Filmskom festivalu u Cannesu 22. svibnja 2024., a potom je objavljen u latvijskim kinima 29. kolovoza 2024. Film je oborio višestruke latvijske rekorde gledanosti na kino blagajnama i stekao međunarodno priznanje. 
Osvojio je nagradu za najbolji animirani film na 97. dodjeli Oscara, postavši prvi latvijski film koji je osvojio i bio nominiran u ovoj kategoriji te prvi nezavisni film koji je osvojio nagradu u ovoj kategoriji. Osim toga, film je osvojio nagradu Zlatni globus za najbolji dugometražni animirani film.

## Radnja
Tamnosiva mačka preživi niz dramatičnih događaja tijekom velike poplave. Nakon što je ukrala ribu, isprva je proganjaju psi, mačka bježi i susreće se s raznim izazovima, uključujući stampedo jelena i nadolazeće vode.
Pridružuje se raznolikoj ekipi koju čine labrador retriver, kapibara, prstenasti lemur i ptica sekretar. Oni plove kroz djelomično potopljeni svijet, susrećući se s izazovima kao što su nasukanje u šumi i spašavanje drugih pasa sa zvonika.
Tijekom dramatičnog susreta u blizini masivnih kamenih stupova, ptica sekretar nestaje kroz svijetli portal u trenutku nulte gravitacije. Mačka preživljava pomoću lemurovog staklenog plovka nakon što se odvoji od čamca.
Dok masivni rasjedi isušuju poplavne vode, posada se ponovno okuplja. Za dlaku su pobjegli od padajućeg stabla i provalije. Priča završava mačkom koja tješi nasukanog kita i vidi svoj odraz okružen prijateljima, uz scenu nakon odjavne špice koja prikazuje kita kako se vraća u ocean.